# Герб Сомалиленда
Герб Сомалиленда, бывшего британского протектората, был опубликован 14 октября 1996 года вместе с флагом Сомалиленда, после одобрения их проектов Национальной Конференцией. Республика Сомалиленд, декларировавшая свою независимость от Сомали в 1991 году, по-прежнему не признана ни одним государством мира.

## Символика
Герб состоит из весов, символизирующих демократию и правосудие в сомалийским обществе, а также орла кофейного цвета, удерживающего весы; под ним изображены две руки в рукопожатии, представляющие равноправие и политическую свободу между народами Сомалиленда, и оливковую ветвь, символизирующую мир между народами Сомалиленда. Жёлтый фон герба обозначает свет, прекрасную культуру и народ Сомалиленда.
Арабская каллиграфическая надпись красного цвета наверху герба, в переводе на русский, гласит: «Во имя Аллаха, Милостивого, Милосердного». Это символизирует тот факт, что ислам — официальная религия, признанная в Сомалиленде.
Конституция Сомалиленда, вступившая в силу 31 мая 2001 года через референдум, гласит:

Статья 7: Флаг, герб и национальный гимн.
2. Герб нации состоит из кофейного цвета сокола со словами «Аллах Велик», начертанными на его груди. Под орлом две руки в рукопожатии, и оливковые ветви сверху и спускаются по обеим сторонам. Сокол, ветви и руки составляют зеркальное отражение друг друга. Наверху начертана фраза «Аллах Велик», она находится над орлом.

### История герба
|  | Этот раздел нужно дополнить. Пожалуйста, улучшите и дополните раздел. (31 января 2017) |

|  | Этот раздел нужно дополнить. Пожалуйста, улучшите и дополните раздел. (31 января 2017) |